# Kodak Brownie
Кодак Брауни (англ. Kodak Brownie) — название семейства дешёвых фотоаппаратов простейшего типа, выпускавшихся компанией Eastman Kodak в течение нескольких десятилетий, начиная с 1900 года. Первая модель линейки стоила всего 1 доллар и была самой дешёвой и доступной камерой своего времени.

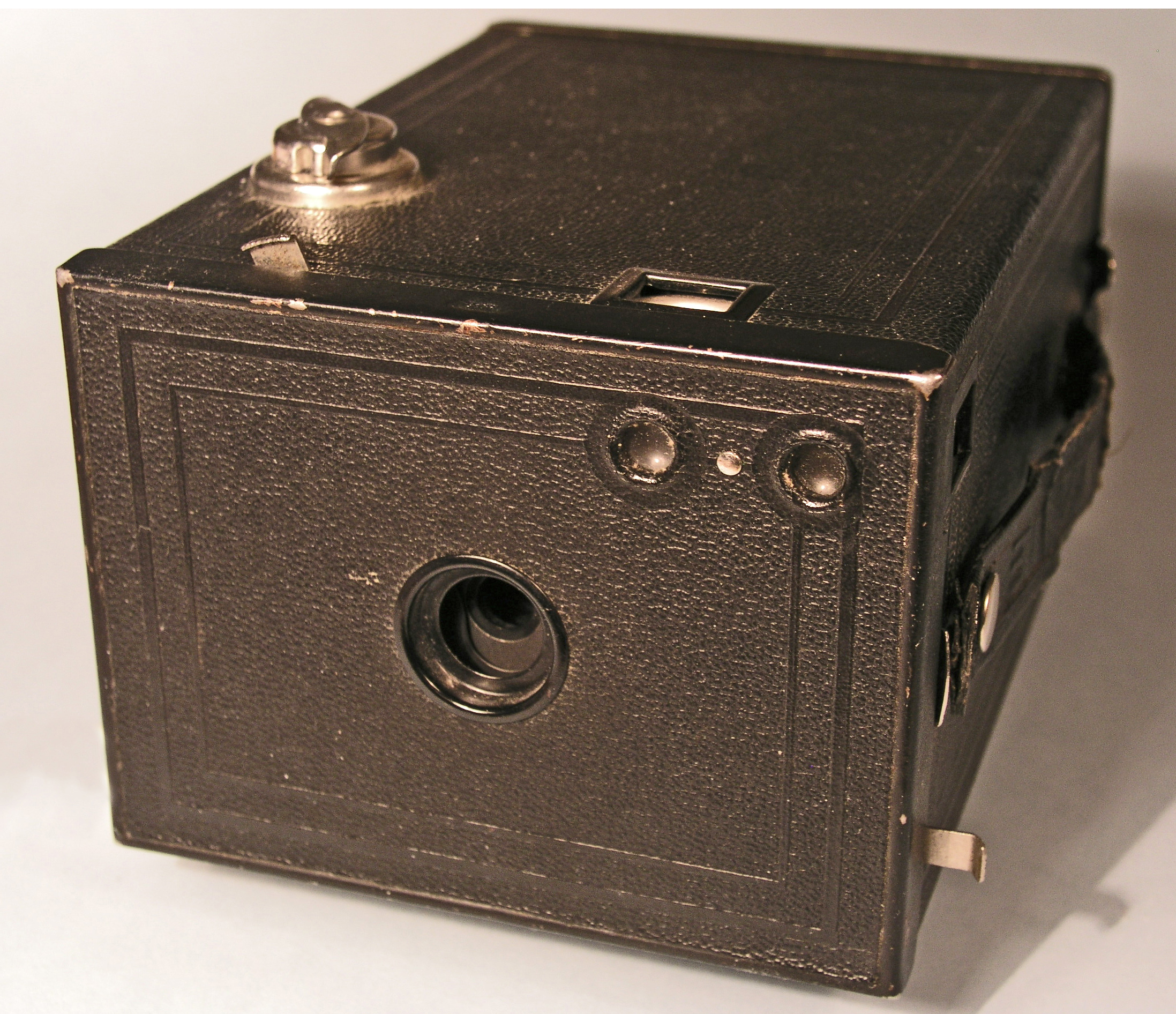
Фотоаппарат «Kodak Brownie № 2»

Название «Брауни» позаимствовано у известных персонажей комиксов Палмера Кокса, поскольку фотоаппарат первоначально предназначался для детей. Всего выпущено несколько десятков моделей простейших бокс-камер этого бренда общим тиражом в несколько миллионов экземпляров.

## Особенности конструкции

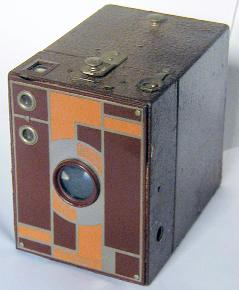
Фотоаппарат «Kodak Beau Brownie»

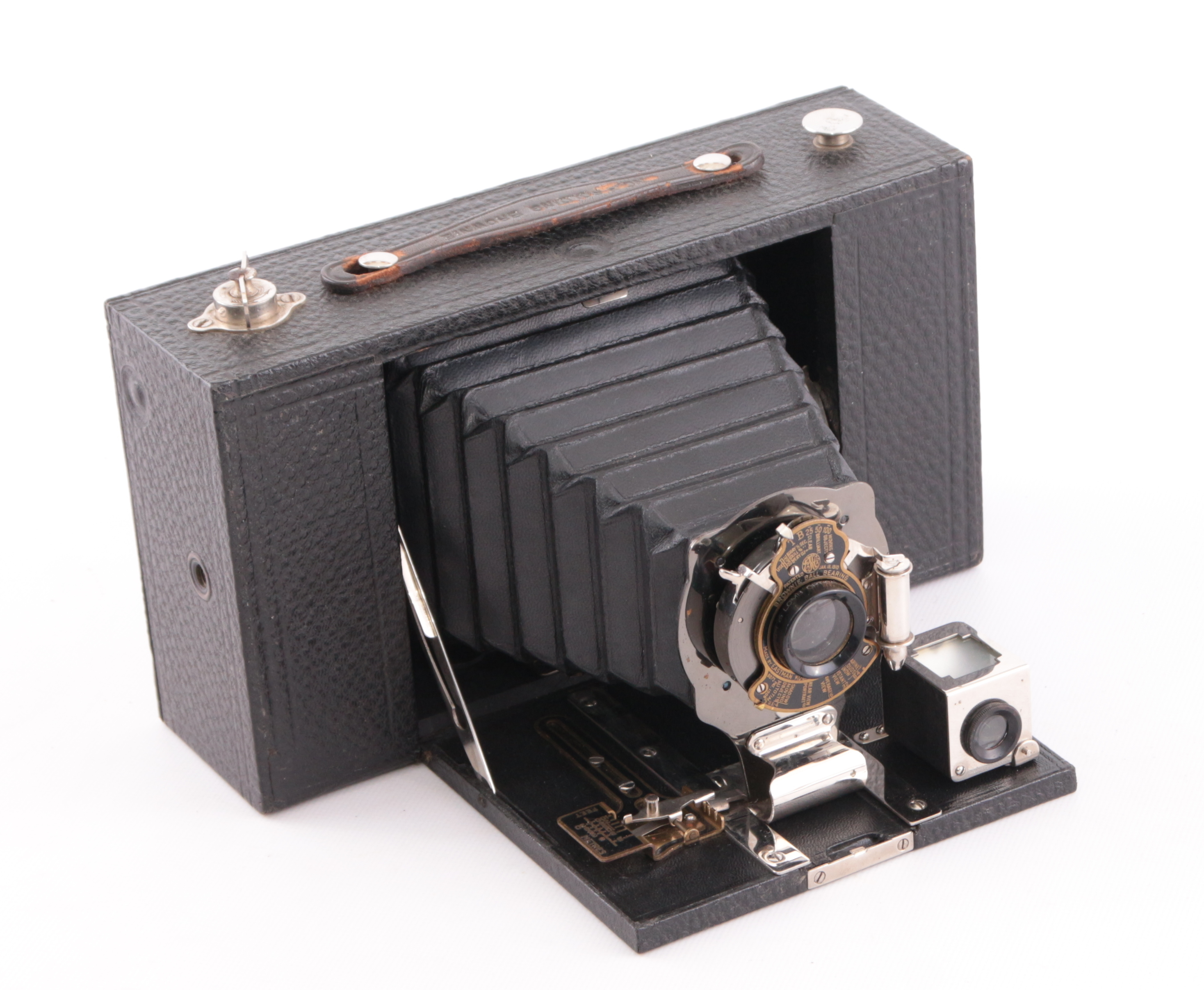
Складная камера кодак Брауни номер 3

В течение года после начала выпуска модели Kodak Brownie № 1 было продано 250 тысяч экземпляров фотоаппарата. В корпусе из прессованного картона размещался обтюраторный затвор с единственной выдержкой, однолинзовый объектив типа «Мениск» и ролик фотоплёнки тип-117. Первые экземпляры не оснащались видоискателем, вместо которого на верхнюю стенку наносились маркеры для приблизительной оценки поля зрения. Объектив типа фикс-фокус был сфокусирован на гиперфокальное расстояние и обеспечивал качество квадратного негатива, пригодное для контактной печати.
В 1901 году запущено производство следующей модели стоимостью 2 доллара, рассчитанной на более крупный кадр 6×9 плёнки тип-120. Этот тип фотоматериала был разработан именно для этой камеры, дожив до наших дней. Вторая модель выпускалась параллельно с первой до 1935 года как в картонном корпусе (базовая модель), так и в более дорогом алюминиевом. В Российской империи эта камера в комплекте с «полным дневным фотографическим набором» была доступна в 1912 году за 11 рублей 20 копеек.
Конструкция следующих фотоаппаратов была совершеннее: модель «Six-20 Flash Brownie» 1940 года оснащалась синхронизацией с одноразовыми вспышками General Electric. В 1957 году свет увидела камера «Brownie Starflash», в которой устанавливалась первая для всего семейства встроенная электронная фотовспышка. Одной из самых популярных стала модель «Brownie 127», проданная в количестве нескольких миллионов за период с 1952 до 1967 года. В простейшем бакелитовом корпусе устанавливался однолинзовый объектив, а фильмовый канал изогнутой формы для плёнки типа 127 компенсировал астигматическую кривизну его поля. Фотоаппарат «Brownie Cresta», выпускавшийся с 1955 по 1958 годы, был рассчитан на рольфильм тип-120. Часть аппаратуры серии «Brownie» имела складную конструкцию. Последняя модель Brownie Anniversary, сошедшая с конвейера в 1982 году, заряжалась плёнкой тип-110.
Ещё одна линейка под названием «Beau Brownie» отличалась от основной более дорогим двухлинзовым симметричным объективом с укороченным фокусным расстоянием. Короткофокусный объектив позволил на 2 дюйма укоротить корпус, который выпускался с передней панелью, украшенной орнаментом дизайнера Уолтера Тига из двухцветной эмали. Всего было пять цветовых комбинаций, использовавшихся для окраски: чёрный с бордовым, коричневый с оранжевым, а также двухтонные синий, зелёный и розовый. Серия выпускалась с 1930 до 1933 года, и фотоаппараты этого типа считаются коллекционной редкостью.